# Ахмет-Кая
Ахмет-Кая — упразднённый аул в Урупском районе Карачаево-Черкесской республики Российской Федерации. Входил в состав Предгорненского сельсовета. Исключен из учётных данных в 1980 году.

## География
Располагался на левом берегу реки Большая Лаба у подножья хребта Ахмет-Скала, приблизительно в 6 км (по прямой) к северо-востоку от села Подскальное и в 1 км к северу от поселка Первомайский.

## История
По всей видимости возник в начале 1930-х годов как сельскохозяйственная коммуна. На карте 1940-х годов на месте аула обозначен колхоз «Красная Лаба». 
В 1957 году село Красная Лаба было переименовано в аул Ахмет-Кая (в переводе Скала Ахмет).  
Решением Ставропольского крайисполкома от 25.06.1980 № 546 снят с административно-территориального учёта аул Ахмет-Кая.

## Население
В послевоенные годы, из-за отдаленности населённого пункта, его стали покидать жители. Но аул не опустел, в нём стали селиться староверы и приверженцы различных религий. Из этого контингента к 1992 году в живых оставалась одна Лидия Юрченко, судьба которой похожа на судьбу староверов Лыковых.